# Marie von Egger

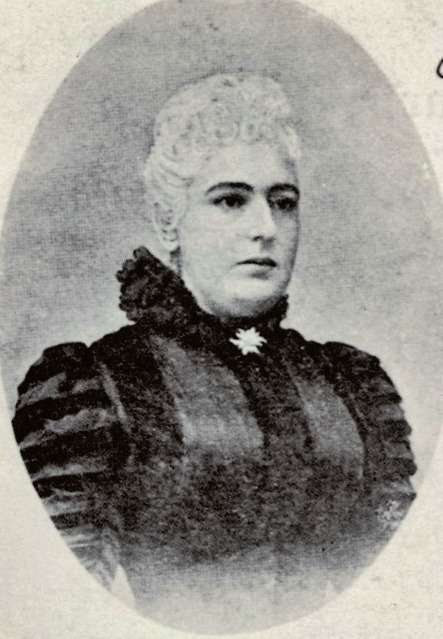
Marie von Egger

Marie von Egger, geborene von Schmitzhausen (* 21. Juli 1851 in Triest; † 29. November 1929 in Graz) war eine österreichische Schriftstellerin, die auch unter dem Pseudonym Paul Maria Lacroma publizierte.

## Leben
Sie war die Tochter des Finanzrats Franz Viktor Schmitzhausen (1798–1854) und wuchs in Venedig, Esseg, Wien, Pest, Prag, Pula und Görz auf. Hier besuchte sie das Institut der Münchener Schulschwestern. 1871 heiratete sie den Advokaten Camillo von Egger (1843–1911), einen Sohn des Juristen Franz von Egger, und lebte mit ihm in Görz. Nach seinem Tode lebte sie zeitweise auch in Mödling. Sie veröffentlichte Romane, Erzählungen und Skizzen teils in Zeitungen, teils in Büchern, die auch höhere Auflagenzahlen erreichten. Viele davon wurden auch ins Italienische übersetzt. Das Österreichische Biographische Lexikon bewertet ihre Werke allerdings wegen „unwahrscheinlicher und konstruierter Handlungsabläufe, einer klischeehaften (vorwiegend adjektivischen) Sprache und – etwa bei ihren kulturhistorischen Romanen – überdeutlich zur Schau getragenem Bildungsanspruch“ als anspruchslose Unterhaltungsliteratur. Sie war Mitglied im Verein der Schriftstellerinnen und Künstlerinnen Wien.

## Werke
- Capriccio. Novelle. 1881.[2]
- Stürme. Roman. 3 Bände. Müller, Wien 1883.
- Formosa. Der Roman einer Pflegerin. Pierson, Dresden 1884.
- Der Pony. Novelle. 1884.[3]
- Die Modelltini. Roman. Pierson, Dresden 1895.
- Dosta von Drontheim. Eine wundersame Geschichte. Pierson, Dresden 1890.
- Ein Unglücksheld. Roman. Janke, Berlin 1893.
- Bagatellen. Skizzen und Studien. Pierson Dresden 1895.
- Kleeblätter. Novellen-Sammlung. 2 Bände. Pierson, Dresden 1897.
- Noli me tangere! Roman. Pierson, Dresden 1899.
- Deus vicit! Kulturhistorisicher Roman aus der Römerzeit Aquilejas. Schimpff, Leipzig 1910.